# Remerschen
Remerschen (lb. Rëmerschen, Riemeschen) – wieś (Uertschaft) w południowo-wschodnim Luksemburgu, w kantonie Remich, siedziba administracyjna gminy Schengen. Do 3 października 2015 miejscowość leżała w dystrykcie Grevenmacher, do 2 września 2006 była samodzielną gminą, a od 1 stycznia 2012 w aktualnej gminie. Liczy 778 mieszkańców (31 grudnia 2022).  